# Bartosz Kieliba
Bartosz Kieliba (ur. 1 sierpnia 1990 w Krotoszynie) – polski piłkarz, występujący na pozycji obrońcy, w latach 2008–2016 w Jarocie Jarocin, w latach 2016–2023 w Warcie Poznań, w której pełnił rolę kapitana.